# Musée archéologique de Brumath

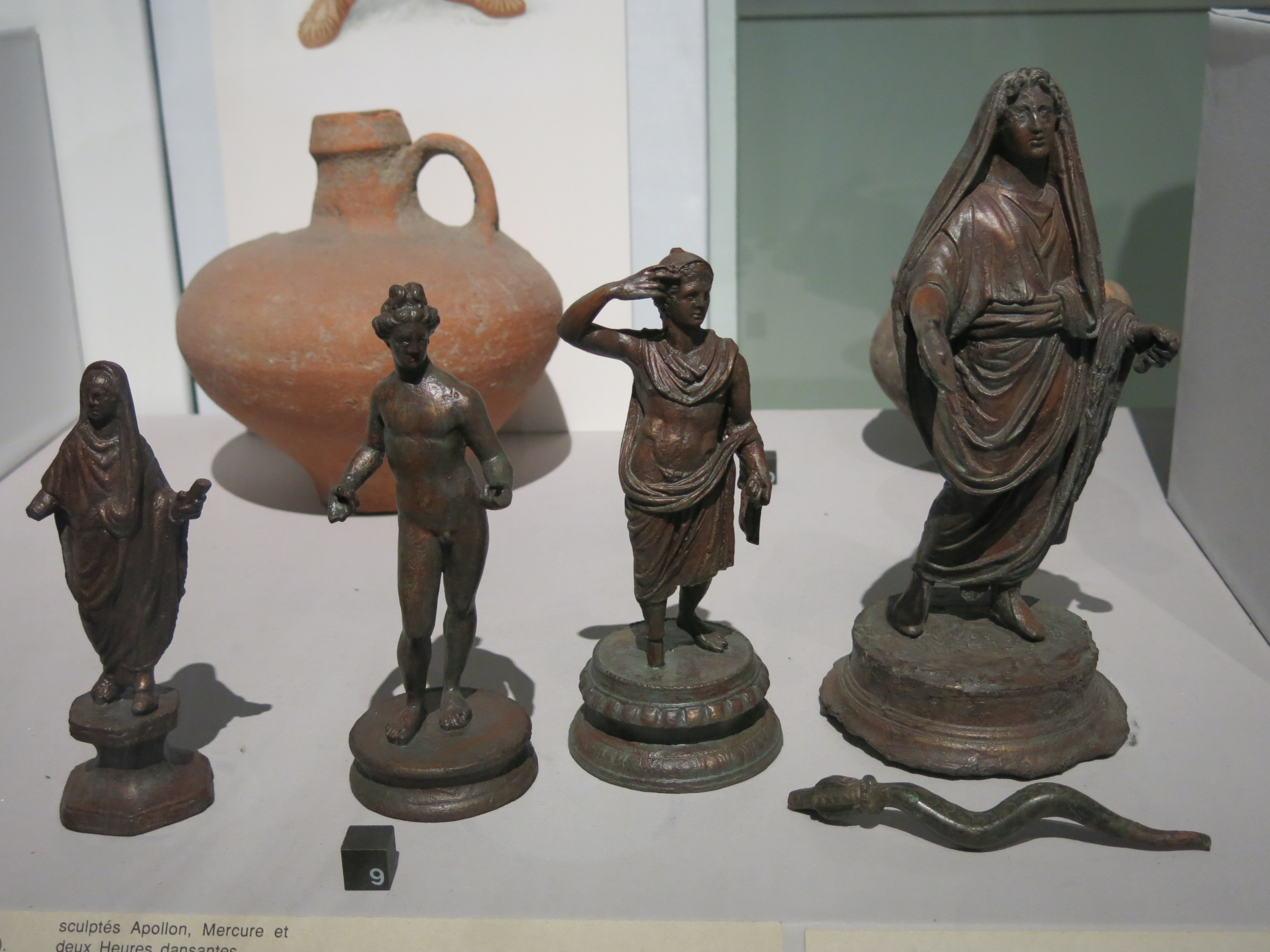
Funde aus Brumath im Musée archéologique de Strasbourg

Das Musée archéologique de Brumath befindet sich in der Gemeinde Brumath im Département Bas-Rhin in  der französischen Region Grand Est.
Das Museum ist im Untergeschoss des Schlosses Brumath, an der Place du Château, eingerichtet. Es werden vor allem Fundstücke aus dem Neolithikum, der Bronzezeit und der gallo-römischen Epoche ausgestellt. Die einstige Hauptstadt des gallischen Stammes der Triboker war unter den Römern als Thermalbad mit dem Namen Brocomagus bekannt.